# Cataphoriniopsis fumipennis
Cataphoriniopsis fumipennis är en tvåvingeart som beskrevs av Thompson 1968. Cataphoriniopsis fumipennis ingår i släktet Cataphoriniopsis och familjen parasitflugor. Inga underarter finns listade.